# 1920 aux États-Unis
Pour des articles plus généraux, voir Chronologie des États-Unis et 1920.
Chronologie des États-Unis
- 1916
- 1917
- 1918
- 1919
- 1920
- 1921
- 1922
- 1923
- 1924

Cette page concerne des événements d'actualité qui se sont produits durant l'année 1920 du calendrier grégorien aux États-Unis.

## Événements

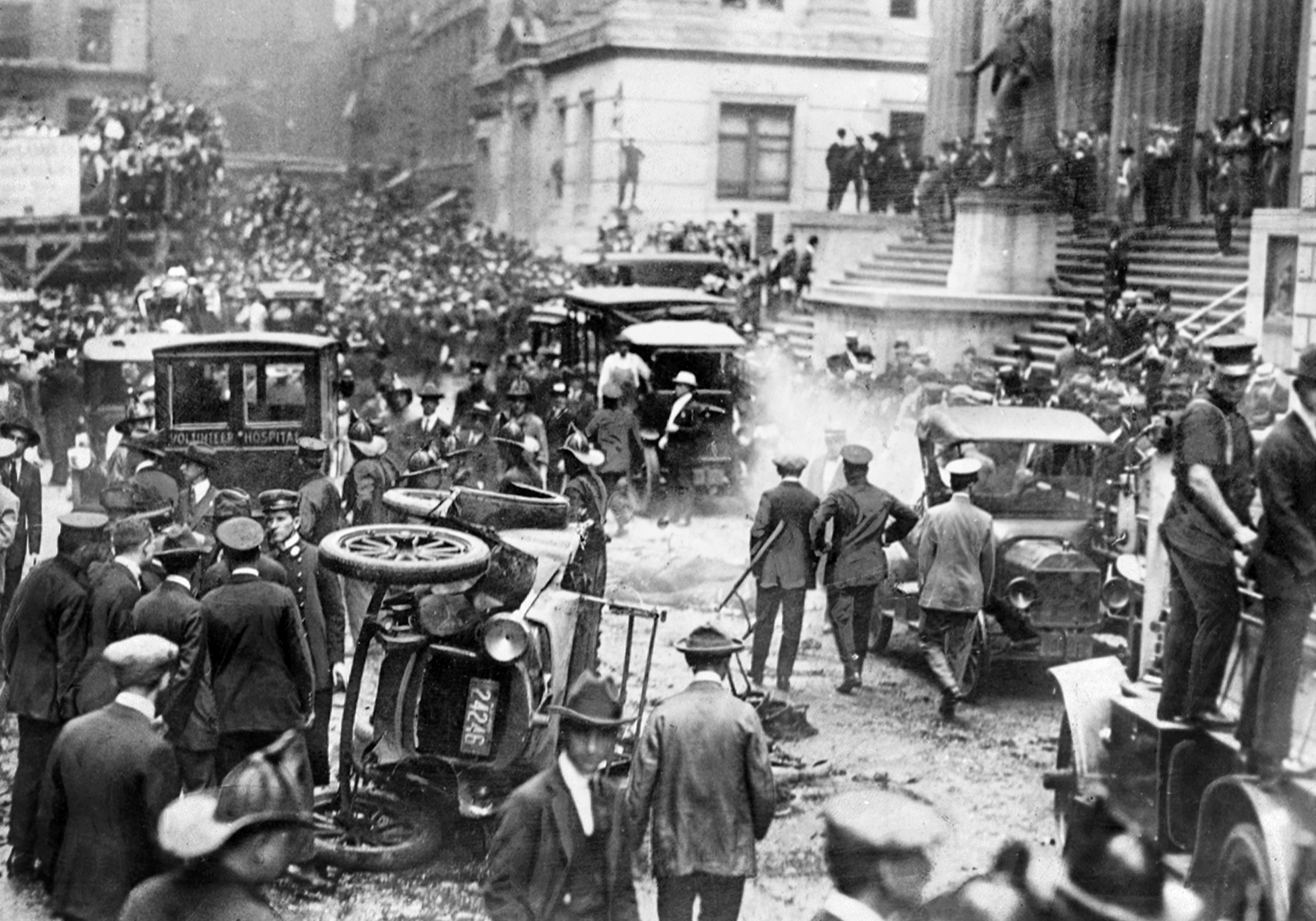
16 septembre : attentat à Wall Street attribué à Mario Buda

- 6 janvier : l'achat de Babe Ruth par les New York Yankees pour la somme de 125 000 dollars, conclu le 26 décembre 1919, est rendu public[1]. C'est, à cette date, le prix le plus élevé payé par un club pour l'achat d'un joueur dans les annales du baseball.
- 16 janvier : le 18e amendement, décrétant la prohibition de la consommation de boissons alcoolisées, est mis en application.
- 19 janvier : le Sénat américain vote contre l'adhésion des États-Unis à la Société des Nations.
- Janvier - septembre, Red Scare (Terreur Rouge) :
  - Arrestation et expulsion de quatre mille opposants radicaux étrangers.
  - Mort de l’anarchiste Andreo Salsedo d’une chute du quatorzième étage du Park Row Building de New York où il était détenu depuis six semaines dans les bureaux du FBI.
  - 5 mai : arrestation des anarchistes Nicola Sacco et Bartolomeo Vanzetti, accusés d’être les auteurs d’un hold-up et d’un meurtre commis dans une usine de chaussure.
- 19 mars : refus définitif du Sénat des États-Unis de ratifier les traités de paix[2].
- 18 août : Alice Paul et ses disciples se réjouissent d'apprendre que le Tennessee a ratifié le 19e amendement qui interdit de dénier à quiconque le droit de vote sur des bases sexistes. C'est le 36e État à voter en ce sens, et à infléchir la décision finale du gouvernement américain[3].
- 26 août : ratification du 19e amendement, accordant le droit de vote aux femmes américaines.
- 16 septembre : un attentat à Wall Street fait plus de trente morts.
- 2 novembre :
  - Élection de Warren Harding (républicain) comme président des États-Unis sur le thème du « retour à la normale ».
  - Premières émissions radiophoniques. La station KDKA de Pittsburgh, première radio privée, diffuse la première émission politique, un reportage sur l’élection de Warren Harding.

### Société
- Le néologisme fundamentalist est utilisé pour la première fois dans la presse écrite aux États-Unis par Curtis Lee Laws, rédacteur en chef de The Watchman Examiner, un journal baptiste, pour désigner les défenseurs des douze fascicules de théologie publiés entre 1910 et 1915 : The Fundamentals (en) : A Testimony To The Truth. En 1919, est fondée par le baptiste William Bell Riley (en) la première organisation fondamentalistes, World Christian Fundamentals Association (en). Les fondamentalistes protestants combattent dans les années 1920 le modernisme et le libéralisme en théologie, l’humanisme séculier, l’évolutionnisme darwinien, le marxisme et le catholicisme[4].
- Inflation galopante (105 % depuis 1914). Récession (1920-1922).
- Excédent budgétaire (291 millions de dollars).
- Le syndicat ouvrier AFL compte cinq millions d’adhérents.
- Recensement : la population urbaine (villes de plus 2 500 habitants) dépasse la population rurale. 5,6 millions d’habitants à New York, 2,7 à Chicago, 0,6 à Los Angeles.
- La durée moyenne de la vie est passée de 49 ans en 1901 à 56 ans en 1920.
- Construction d’une tour de verre à Chicago (Ludwig Mies van der Rohe).
- Dans les années 1920 la voiture devient le symbole de la classe moyenne

## Naissances en 1920
- 11 juillet : Yul Brynner, acteur. († 10 octobre 1985)
- 8 août : Jimmy Witherspoon, chanteur de blues. († 18 septembre 1997)
- 18 août : Shelley Winters, actrice. († 14 janvier 2006)
- 29 août : Charlie Parker, saxophoniste de jazz. († 12 mars 1955)
- 8 octobre : Frank Herbert, écrivain de science-fiction, auteur de la saga de Dune. († 11 février 1986)

#### Articles généraux
- Histoire des États-Unis de 1918 à 1945